# كليم (اسم)
كليم هو اسم علم مذكر من أصل عربي، ومعناه هو الجريح؛ فعيل بمعنى مفعول أو أن «كليم» بمعنى المتكلم، وموسى كليم الله، أي؛ مخاطبه قال تعالى: «وكلم الله موسى تكليمًا» [النساء-164].

## شخصيات تحمل الاسم
- كليم أحمد عاجز
- كليم الكاشاني (شاعر إيراني، 1581 – 28 نوفمبر 1651)
- كليم بيتشامب (ممثل أمريكي، 26 أغسطس 1898 – 14 نوفمبر 1992)
- كليم بيفانز (ممثل أمريكي، 16 أكتوبر 1879[3][4] – 11 أغسطس 1963[3][4])
- كليم تشوريوموف (19 فبراير 1937 – 14 أكتوبر 2016)
- كليم هاسكينز (11 يوليو 1943 – )

## وصلات خارجية
- موسوعة السلطان قابوس لأسماء العرب نسخة محفوظة 5 أبريل 2019 على موقع واي باك مشين.